# Unión Soviética en los Juegos Olímpicos de Cortina d'Ampezzo 1956
La Unión Soviética estuvo representada en los Juegos Olímpicos de Cortina d'Ampezzo 1956 por un total de 53 deportistas que compitieron en 6 deportes.  
El portador de la bandera en la ceremonia de apertura fue el patinador de velocidad Oleg Goncharenko.

## Medallistas
El equipo olímpico soviético obtuvo las siguientes medallas:
| Nombre                                                       | Deporte               | Competición |
| ------------------------------------------------------------ | --------------------- | ----------- |
| Oro                                                          |                       |             |
| Fiodor Terentiev Pavel Kolchin Nikolai Anikin Vladimir Kuzin | Esquí de fondo        | 4 × 10 km M |
| Liubov Kozyreva                                              | Esquí de fondo        | 10 km F     |
| Equipo                                                       | Hockey sobre hielo    | Torneo M    |
| Yevgueni Grishin                                             | Patinaje de velocidad | 500 m M     |
| Yevgueni Grishin                                             | Patinaje de velocidad | 1500 m M    |
| Yuri Mijailov                                                | Patinaje de velocidad | 1500 m M    |
| Boris Shilkov                                                | Patinaje de velocidad | 5000 m M    |
| Plata                                                        |                       |             |
| Radia Yeroshina                                              | Esquí de fondo        | 10 km F     |
| Liubov Kozyreva Alevtina Kolchina Radia Yeroshina            | Esquí de fondo        | 3 × 5 km F  |
| Rafael Grach                                                 | Patinaje de velocidad | 500 m M     |
| Bronce                                                       |                       |             |
| Yevgueniya Sidorova                                          | Esquí alpino          | Eslalon F   |
| Pavel Kolchin                                                | Esquí de fondo        | 15 km M     |
| Pavel Kolchin                                                | Esquí de fondo        | 30 km M     |
| Fiodor Terentiev                                             | Esquí de fondo        | 50 km M     |
| Oleg Goncharenko                                             | Patinaje de velocidad | 5000 m M    |
| Oleg Goncharenko                                             | Patinaje de velocidad | 10000 m M   |